# بخش چترادرگا
بخش چترادرگا (به انگلیسی: Chitradurga district) یک بخش در هند است که در کارناتاکا واقع شده‌است. بخش چترادرگا ۸٬۴۴۰ کیلومتر مربع مساحت و ۱٬۵۱۷٬۸۹۶ نفر جمعیت دارد.